# Црква Светог Владике Николаја Жичког у Лебету
Црква Светог Владике Николаја Жичког у Лебету, насељеном месту на територији општине Владичин Хан, православни је храм који припада Епархији врањској Српске православне цркве.
Изградња цркве посвећене Светом Владици Николају Жичком започета је 2016. године када је Епископ врањски Пахомије извршио освећење темеља и полагање камена темељца. 
Грађевински радови на цркви су при крају (постављен је кров), а у току је и изградња новог звоника.